# Museo di storia naturale (Firenze)

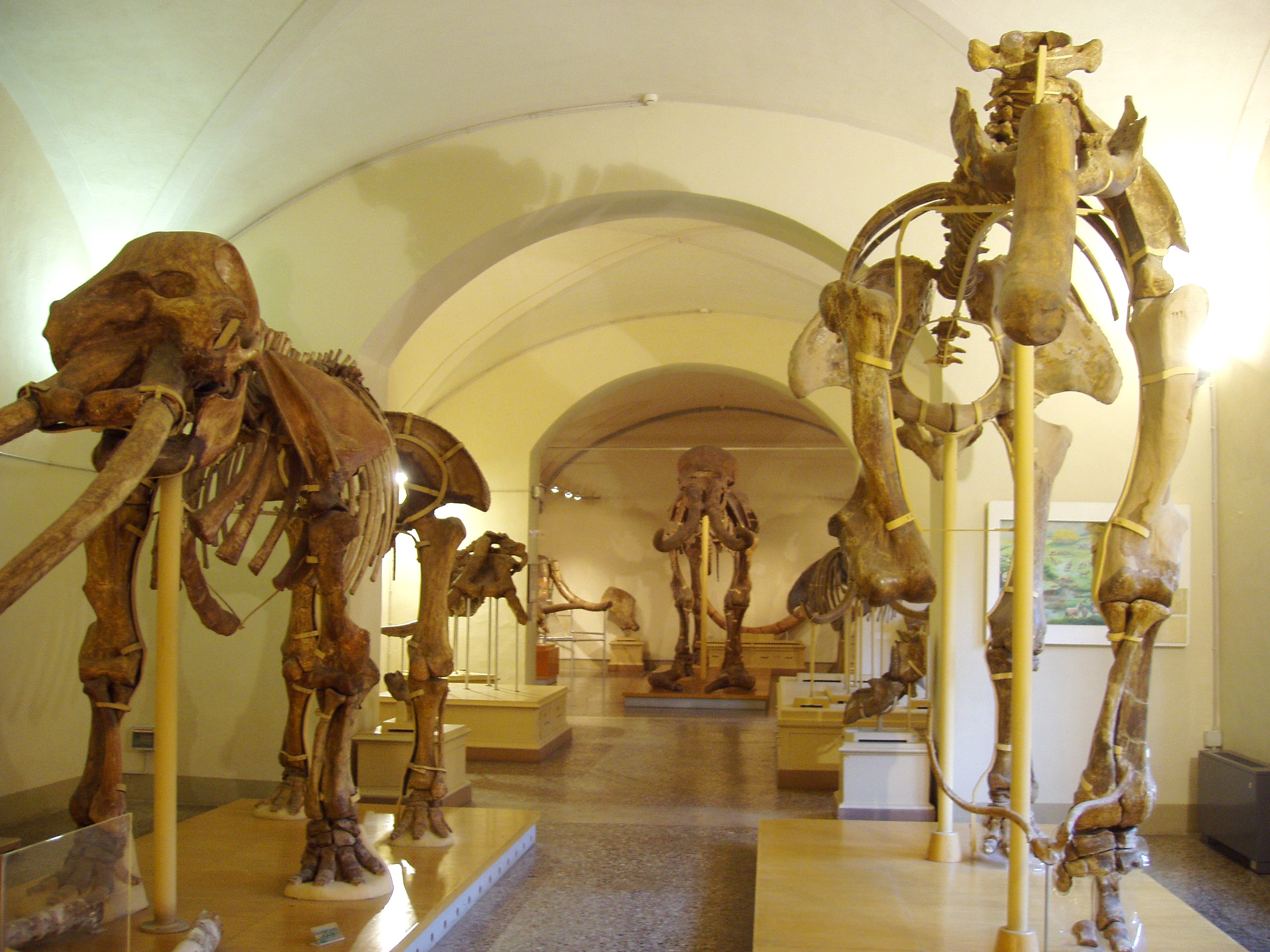
Museo di Geologia e Paleontologia

Il Museo di Storia Naturale a Firenze è uno dei più antichi e più importanti musei scientifici a livello europeo, ed è parte del Sistema Museale di Ateneo di Firenze. Il Museo di Storia Naturale possiede oltre dieci milioni di reperti esposti e conservati nelle diverse sedi cittadine.

## Storia
Il 21 febbraio 1775 il Granduca Pietro Leopoldo istituiva il Reale Museo di fisica e storia naturale, raccogliendo nel palazzo Torrigiani di via Romana una serie di collezioni naturalistiche risalenti fino all'epoca medicea, che in parte erano state conservate fino ad allora agli Uffizi. Con alterne vicende, si ingrandì e inglobò altre collezioni che furono poi divise in diverse sezioni distaccate.
La vastità delle collezioni è imponente, con circa 10 milioni di reperti: gli erbari cinquecenteschi, le preziose cere del '700, gli scheletri fossili di grandi mammiferi, le collezioni di variopinte farfalle, i grandi cristalli di tormalina, le spettacolari maschere Maori, i gioielli etnici dei popoli nativi, gli alberi monumentali dell'Orto botanico (Giardino dei Semplici).

## Sedi
Il Museo è organizzato in sedi che custodiscono le ricche ed eterogenee collezioni, attraverso realtà museali e non solo:
- Antropologia ed etnologia (Museo) in via del Proconsolo 12: collezioni antropologiche ed etnografiche, ma anche paletnologiche, primatologiche e fotografiche;
- Geologia e paleontologia (Museo) in via La Pira 4: collezioni geologiche, paleobotaniche, paleontologiche di Vertebrati e Invertebrati;
- Orto botanico, in via Pier Antonio Micheli 3 (fra gli orti più antichi al mondo);
- Zoologia "La Specola" in via Romana 17: collezioni zoologiche e di cere anatomiche, comprende una raccolta del mondo minerale, il Salone degli Scheletri, il Torrino astronomico e la Tribuna di Galileo;
- Botanica in via La Pira 4: collezioni di piante essiccate[3];
- Mineralogia e Litologia in via La Pira 4: collezione di minerali e litologica;
- Chimica in via della Lastruccia 3-13, Sesto Fiorentino (Firenze), presso il Dipartimento di Chimica Organica Ugo Schiff[4]: collezioni di chimica moderna.

Oltre al Museo di Storia Naturale, fanno parte del Sistema Museale di Ateneo anche le dimore storiche:
- Villa La Quiete, in via del Boldrone 2, l'antico convento delle Montalve;
- Villa Galileo, in via del Pian dei Giullari 42, la residenza dove morì Galileo Galilei, parte della tenuta denominata "Il Gioiello".

## Altri musei scientifici a Firenze
- Museo Galileo
- Museo e istituto fiorentino di preistoria
- Giardino di Archimede (Museo della Matematica)
- Museo della Fondazione scienza e tecnica
- Osservatorio astrofisico di Arcetri